# Gunnera kauaiensis
Gunnera kauaiensis är en gunneraväxtart som beskrevs av Joseph Rock. Gunnera kauaiensis ingår i släktet gunneror, och familjen gunneraväxter. Inga underarter finns listade.